# Euloxia pyropa
Euloxia pyropa är en fjärilsart som beskrevs av Edward Meyrick 1888. Euloxia pyropa ingår i släktet Euloxia och familjen mätare. Inga underarter finns listade i Catalogue of Life.